# Cecil McBee
Cecil McBee (* 19. května 1935 Tulsa, Oklahoma) je americký jazzový kontrabasista. Nejprve hrál na klarinet, ke kontrabasu přešel až ve svých sedmnácti letech. Později byl členem armádní skupiny a v roce 1959 doprovázel zpěvačku Dinah Washington. Později hrál s Paulem Winterem a když se přestěhoval do New Yorku, hrál například s Jackie McLeanem (1964), Wayne Shorterem (1965–1966), Yusefem Lateefem (1967–1969) a Alice Coltrane (1969–1972). Později vydal několik alb jako leader a spolupracoval s mnoha dalšími hudebníky. Věnoval se rovněž pedagogické činnosti na Harvardově univerzitě a New England Conservatory.